# PNA Lynch (GC-21)
El PNA Lynch (GC-21) es un bote guardacostas de la Prefectura Naval Argentina (PNA) asignado en 1966. Su nombre Lynch honra al capitán de Puerto Francisco Lynch.

## Construcción
Fue construido por AFNE Astillero Río Santiago de Ensenada. Fue puesto en gradas en 1964, botado en 1965 y asignado en 1966. El bote GC-21 es gemelo de los GC-22 y GC-23. Tiene 117 t de desplazamiento, 30 m de eslora, 6,35 m de manga y 1,67 m de calado; 2 motores diésel, 20 nudos; y 1 ametralladora Browning M2 de 12,7 mm.
En 1982 durante la Guerra de Malvinas el bote GC-21 estuvo asignado a la protección del estuario del Río de la Plata.